# Didier Angan
Didier Angan (Anyama, 27 dicembre 1974) è un ex calciatore ivoriano, di ruolo difensore.

## Carriera

### Club
Durante la sua carriera ha giocato con numerose squadre di club, tra cui principalmente il Nizza, con cui conta 117 presenze e 6 reti.

### Nazionale
Conta 14 presenze con la Nazionale ivoriana.

## Statistiche

### Cronologia presenze e reti in nazionale
| Cronologia completa delle presenze e delle reti in nazionale ― Costa d'Avorio | Cronologia completa delle presenze e delle reti in nazionale ― Costa d'Avorio | Cronologia completa delle presenze e delle reti in nazionale ― Costa d'Avorio | Cronologia completa delle presenze e delle reti in nazionale ― Costa d'Avorio | Cronologia completa delle presenze e delle reti in nazionale ― Costa d'Avorio | Cronologia completa delle presenze e delle reti in nazionale ― Costa d'Avorio | Cronologia completa delle presenze e delle reti in nazionale ― Costa d'Avorio | Cronologia completa delle presenze e delle reti in nazionale ― Costa d'Avorio |
| Data                                                                          | Città                                                                         | In casa                                                                       | Risultato                                                                     | Ospiti                                                                        | Competizione                                                                  | Reti                                                                          | Note                                                                          |
| ----------------------------------------------------------------------------- | ----------------------------------------------------------------------------- | ----------------------------------------------------------------------------- | ----------------------------------------------------------------------------- | ----------------------------------------------------------------------------- | ----------------------------------------------------------------------------- | ----------------------------------------------------------------------------- | ----------------------------------------------------------------------------- |
| 26-1-1997                                                                     | Bouaké                                                                        | Costa d'Avorio                                                                | 1 – 0                                                                         | Benin                                                                         | Qual. Coppa d'Africa 1998                                                     | -                                                                             | Uscita                                                                        |
| 23-2-1997                                                                     | Bamako                                                                        | Mali                                                                          | 1 – 2                                                                         | Costa d'Avorio                                                                | Qual. Coppa d'Africa 1998                                                     | -                                                                             |                                                                               |
| 22-6-1997                                                                     | Bouaké                                                                        | Costa d'Avorio                                                                | 2 – 1                                                                         | Algeria                                                                       | Qual. Coppa d'Africa 1998                                                     | -                                                                             |                                                                               |
| 13-7-1997                                                                     | Cotonou                                                                       | Benin                                                                         | 0 – 0                                                                         | Costa d'Avorio                                                                | Qual. Coppa d'Africa 1998                                                     | -                                                                             |                                                                               |
| 27-7-1997                                                                     | Bouaké                                                                        | Costa d'Avorio                                                                | 4 – 2                                                                         | Mali                                                                          | Qual. Coppa d'Africa 1998                                                     | -                                                                             |                                                                               |
| 11-2-1998                                                                     | Bobo-Dioulasso                                                                | Costa d'Avorio                                                                | 1 – 1                                                                         | Sudafrica                                                                     | Coppa d'Africa 1998 - 1º turno                                                | -                                                                             |                                                                               |
| 16-2-1998                                                                     | Ouagadougou                                                                   | Angola                                                                        | 2 – 5                                                                         | Costa d'Avorio                                                                | Coppa d'Africa 1998 - 1º turno                                                | -                                                                             |                                                                               |
| 21-2-1998                                                                     | Ouagadougou                                                                   | Costa d'Avorio                                                                | 0 – 0 dts (4 – 5 dtr)                                                         | Egitto                                                                        | Coppa d'Africa 1998 - Quarti di finale                                        | -                                                                             | 10’ 46’                                                                       |
| 28-2-1999                                                                     | Pointe-Noire                                                                  | Rep. del Congo                                                                | 1 – 0                                                                         | Costa d'Avorio                                                                | Qual. Coppa d'Africa 2000                                                     | -                                                                             |                                                                               |
| 11-4-1999                                                                     | Abidjan                                                                       | Costa d'Avorio                                                                | 2 – 0                                                                         | Rep. del Congo                                                                | Qual. Coppa d'Africa 2000                                                     | -                                                                             |                                                                               |
| 5-6-1999                                                                      | Windhoek                                                                      | Namibia                                                                       | 1 – 1                                                                         | Costa d'Avorio                                                                | Qual. Coppa d'Africa 2000                                                     | -                                                                             |                                                                               |
| 20-6-1999                                                                     | Bouaké                                                                        | Costa d'Avorio                                                                | 0 – 0                                                                         | Mali                                                                          | Qual. Coppa d'Africa 2000                                                     | -                                                                             |                                                                               |
| 24-1-2000                                                                     | Accra                                                                         | Costa d'Avorio                                                                | 1 – 1                                                                         | Togo                                                                          | Coppa d'Africa 2000 - 1º turno                                                | -                                                                             |                                                                               |
| 20-5-2001                                                                     | Tunisi                                                                        | Tunisia                                                                       | 1 – 1                                                                         | Costa d'Avorio                                                                | Qual. Mondiali 2002                                                           | -                                                                             | 88’                                                                           |
| Totale                                                                        |                                                                               | Presenze                                                                      | 14                                                                            |                                                                               | Reti                                                                          | 0                                                                             |                                                                               |

## Palmarès

### Club

#### Competizioni nazionali
- Coppa di Francia: 1

PSG: 1994-1995
- Coppa di Lega francese: 1

PSG: 1994-1995